# Dennis Greywall
Dennis Stanley Greywall  (* 16. November 1943 in Detroit) ist ein US-amerikanischer Physiker.
Greywall studierte an der  University of Detroit mit dem Bachelor-Abschluss 1965 und an der Indiana University mit dem Master-Abschluss 1967 und der Promotion in Physik 1970. Ab 1971 war er an den Bell Laboratories.
1993 erhielt er den Fritz London Memorial Prize für seine präzisen und eleganten Untersuchungen von Heliumisotopen bei sehr tiefen Temperaturen, einschließlich Arbeiten über Schallausbreitung in Einzelkristallen von festem Helium, seine Bestimmung der Millikelvin-Temperaturskala und seine Pionieruntersuchungen über zweidimensionales Helium 3 und 4. (Laudatio).
Greywall ist Fellow der American Physical Society.